# Ed Dorn
Edward Merton "Ed" Dorn, född 2 april 1929 i Villa Grove, Illinois, död 10 december 1999 i Denver, Colorado, var en amerikansk poet, ofta förknippad med en grupp kallad Black Mountain poets. Hans mest kända verk är Gunslinger, en lång episk dikt i sex delar publicerade åren 1968-75. Varken den eller någonting annat av Ed Dorn är översatt till svenska (år 2020).

## Liv och verk
Ed Dorn växte upp tillsammans med systern Nonna Lytle och brodern David Abercrombie i en lantlig miljö präglad av fattigdom under 1930-talets stora depression. De första åtta klasserna gick han i en skolbyggnad som bestod av en enda sal. Så småningom läste han vid University of Illinois och vid Black Mountain College (1950-1955). Vid Black Mountain lärde han känna Charles Olson, som fick ett stort inflytande på hans litterära världsuppfattning och hans syn på sig själv som poet. Dorns slutexaminator vid högskolan var den obetydligt äldre Robert Creeley. Tillsammans med honom och Robert Duncan bildade Dorn en trio av yngre poeter som sedermera skulle förknippas med Black Mountain och med Charles Olson.
1951 lämnade Dorn studierna vid Black Mountain och begav sig till Pacific Northwest. Han försörjde sig genom att arbeta med händerna och träffade sin första fru, Helene Buck. Hon hade två barn från ett tidigare äktenskap, Fred Buck och Chansonette Buck, och tillsammans fick de sonen Paul. Mot slutet av 1954 återvände de tillsammans till högskolan. Efter examen och ytterligare två år på resande fot slog sig familjen ner i delstaten Washington. Här utspelar sig hans självbiografiska roman By the Sound, en titel som syftar på Puget Sound (första gången den gavs ut hette den Rites of Passage). Det är en berättelse om fattigdomens kärva villkor på samhällets botten. 1961 debuterade han med diktsamlingen The Newly Fallen på LeRoi Jones förlag Totem Press. LeRoi Jones, som mot slutet av 1960-talet bytte namn till Amiri Baraka, skulle 2012 svara för ett efterord till Dorns omfattande Collected Poems. Samma år som debuten flyttade Ed Dorn till Pocatello, efter att ha tackat ja till sitt första jobb som föreläsare i litteratur och lärare i skönlitterärt skrivande vid Idaho State University, ett arbete han höll fast vid fram till 1965. Sitt sista år vid universitetet var Dorn även medredaktör för tidskriften Wild Dog.
Tillsammans med fotografen Leroy Lucas tillbringade Dorn sommaren 1965 med att besöka olika indianreservat på uppdrag av ett bokförlag och året efter utgavs The Shoshoneans. Den hösten inbjöds han av den brittiske poeten och forskaren Donald Davie att komma över till Colchester i sydöstra England och bli en del av den litteraturvetenskapliga institution som Davie höll på att upprätta vid det nyöppnade University of Essex. Den mesta tiden de följande fem åren befann sig Ed Dorn i England, där han gav ut en rad diktsamlingar och även skrev Book 1 av den långa episka dikten Gunslinger, tillägnad sonen Paul. Han började dessutom översätta latinamerikanska texter tillsammans med Gordon Brotherston, bland annat en antologi med Guerilla Poems och ett urval av César Vallejos dikter. Han grundade också en nära vänskap med den brittiske poeten J.H. Prynne och träffade sin andra fru, Jennifer Dunbar Dorn, med vilken han skulle få två barn, sonen Kidd och dottern Maya.
Vid återkomsten till USA flyttade Dorn länge runt som lärare bland landets universitet. I San Francisco samarbetade han med tryckeri- och konstnärsgruppen Holbrook Teter och konstnären Michael Myers i ett flertal projekt, däribland tidningen Bean News vilken Dorn såg som Gunslingers "hemliga bok". Serietidningsformatet av diktsamlingen Recollections of Gran Apachería var också ett resultat av detta samarbete, liksom typsättningen av den kompletta Gunslinger. 1977 tackade Dorn ja till en lektortjänst vid University of Colorado i Boulder, där han sedan blev kvar och undervisade resten av sitt liv. Han ledde universitetets program för Creative Writing och redigerade den litterära tidningen Rolling Stock (motto: “If It Moves Print It”) tillsammans med sin fru Jennifer Dunbar Dorn. Ett uppehåll vid Université Paul-Valéry Montpellier 3 i Montpellier, som utbyteslärare under en termin 1992, väckte ett intresse för katarerna i södra Frankrike. Detta resulterade i ett arbete av och till under resten av 1990-talet med den långa, ofullbordade diktsviten Languedoc Variorum: A Defense of Heresy and Heretics. Han upptogs samtidigt av en annan lång, berättande dikt som heter Westward Haut utgiven efter Dorns död, liksom Chemo Sábe som skrevs de sista två-tre åren av hans liv och som handlar om de cancerbehandlingar han genomgick då.
Edward Dorn avled den 10 december 1999 i pankreascancer, en ovanlig form av cancer i bukspottskörteln.

## Verkförteckning (urval)

### Poesi
- The Newly Fallen (New York: Totem Press, 1961)
- Hands Up! (Totem Press i samarbete med Corinth Books, 1964)
- From Gloucester Out (London: Matrix Press, 1964)
- Idaho Out (London: Fulcrum Press, 1965)
- Geography (Fulcrum Press, 1965)
- The North Atlantic Turbine (Fulcrum Press, 1967)
- Gunslinger (Los Angeles: Black Sparrow Press, 1968)
- Gunslinger: Book II (Black Sparrow Press, 1969)
- The Cycle Illustrations by Edward Dorn (West Newbery: Frontier Press, 1971)
- Gunslinger, Book III: The Winterbook, Prologue to the Great Book IV Kornerstone (Frontier Press, 1972)
- Recollections of Gran Apachería (San Francisco: Turtle Island Press Foundation, 1974)
- Slinger (innehåller Gunslinger, Books I-IV + The Cycle) (Berkley: Wingbow Press, 1975)
  - Gunslinger. Introduction by Marjorie Perloff (Durham and London: Duke University Press, 1989)
- High West Rendezvous: A Sampler (Hay-on-Wye: Etruscan Books and West House Books, 1996)
- Chemo Sábe (Boise: Limberlost Press, 2001)
- Westward Haut (Exbourne: Etruscan Books, 2012)
- Collected Poems (Manchester: Carcanet Press, 2012)

### Prosa
- The Rites of Passage: A Brief History (Frontier Press, 1965)
  - By the Sound (Frontier Press, 1969); återutgiven av Black Sparrow Press 1991 och då försedd med ett nytt förord av författaren.
- The Shoshoneans: The People of the Basin-Plateau (William Morrow & Co. Press, 1966)
- Bean News, en tidning med bidrag av många författare, Gunslingers "hemliga bok" (Zephyrus Image, 1972)

### Fotnoter
1. ↑  Library of Congress Authorities, USA:s kongressbibliotek, id-nummer i USA:s kongressbiblioteks katalog: n82006333, läst: 12 november 2019.[källa från Wikidata]
2. 1 2 3  Archive of Fine Arts, abART person-ID: 137571, läs online, läst: 1 april 2021.[källa från Wikidata]
3. ↑  läs online, archivessearch.lib.uconn.edu .[källa från Wikidata]
4. ↑  Find a Grave, läs online, läst: 29 augusti 2019.[källa från Wikidata]
5. 1 2 3 4 5 6 7 8 9  läs online, archivesspace.library.nd.edu .[källa från Wikidata]
6. 1 2  Tjeckiska nationalbibliotekets databas, NKC-ID: xx0327071, läst: 15 december 2024.[källa från Wikidata]
7. ↑  Webbplatsen Poetry Foundations presentation av Ed Dorn säger inledningsvis något om hans egen syn på grupptillhörighet.
8. ↑  Boken The Lost America of Love av Sherman Paul, beskriver denna litterära konstellation.
9. ↑  Bean News finns med i ett appendix till Collected Poems (2012) och den finns även på nätet som pdf:
10. ↑  Rolling Stock beskrivs som en koncept-tidning. Jennifer Dunbar Dorn beskriver här detta alster.
11. ↑  Delar av denna ofullbordade dikt till försvar för kätteri publicerades första gången 1996 i samlingen High West Rendezvous: A Sampler.